# スティーブ・キャップス
スティーブ・キャップス （Steve Capps）は、アメリカ合衆国のコンピュータ技術者。
Appleで、1981年にLisa、1982年からMacintoshのユーザインターフェイス開発およびFinder, ResEdit開発に携わった後、1985年にAppleを退社し、SoundEditを開発する。1987年にAppleに復帰し、Newtonの開発に携わり、Newton OS 2.0の設計責任者を務めた後、1994年にはAppleフェローとなった。1996年6月にMicrosoftへ移りInternet Explorerのユーザインターフェイス開発に携わった。ジャミネーターというギターを弾けない人に向けたトイ楽器も開発している。